# Ncurses
ncurses (new curses)는 프로그래머가 텍스트 사용자 인터페이스를 터미널 독립 방식으로 기록할 수 있도록 API를 제공하는 프로그래밍 라이브러리이다. 단말 에뮬레이터에서 실행하는 GUI같은 응용 소프트웨어를 개발하는 툴킷이다. 원격 셸을 이용하면 겪을 수 있는 레이턴시를 줄이기 위해 화면의 변화도 최적화한다.

## 터미널 데이터베이스
ncurses는 terminfo (확장 가능 데이터 포함) 또는 termcap 가운데 하나를 사용할 수 있다. curses의 다른 구현물들은 일반적으로 terminfo를 사용하며 소수가 termcap을 사용한다. 둘 다 사용하는 경우는 거의 없다. (mytinfo는 더 오래된 예외임)

## 같이 보기
- curses